# Pazarcık
Pazarcık (kurdisch Bazarcix) ist eine Stadtgemeinde (Belediye) im gleichnamigen Ilçe (Landkreis) der Provinz Kahramanmaraş in der türkischen Mittelmeerregion und gleichzeitig ein Stadtbezirk der 2012 gebildeten Büyükşehir belediyesi Kahramanmaraş (Großstadtgemeinde/Metropolprovinz). Seit der Gebietsreform 2013 ist die Gemeinde flächen- und einwohnermäßig identisch mit dem Landkreis. Die im Stadtlogo manifestierte Jahreszahl (1917) dürfte ein Hinweis auf das Jahr der Erhebung zur Stadtgemeinde (Belediye) sein.
Pazarcık grenzt extern im Osten an die Provinz Adıyaman und im Süden/Südwesten an die Provinz Gaziantep. Çağlayancerit, Dulkadiroğlu und Türkoğlu bilden (beginnend im Norden bis zum Südwesten) die internen Grenzen zu benachbarten Gemeinden/Stadtbezirken.
Die Geschichte der Region reicht weit zurück ins römische Reich. Pazarcık wurde durch die Zeiten hindurch durch unterschiedliche Völker bewohnt, seit der Einwanderung der Türken im 11. Jahrhundert ließen sich turkmenische Stämme in Pazarcık nieder. Pazarcık gehörte im Osmanischen Reich dem Vilâyet Aleppo an. 1877 wurde Pazarcık zu einem Gerichtsbezirk (Kaza) erhoben und 1917 ein Bürgermeisteramt eingerichtet. Da mit der Zeit das Rathaus zu klein war, wurde 1938 wenige Kilometer weiter an einer Eisenbahnstrecke ein neues Rathaus errichtet. 1941 wurde die Kreisstadt vom damaligen Bağdir-i Kebir (dem heutigen Ulubahçe) nach Bağdin-i Sağir – dem heutigen Pazarcık verlagert.
In der Nähe der Stadt liegt am einzigen Fluss des Landkreises der Kartalkaya-Stausee, welcher die umliegenden Ortschaften mit Trinkwasser und Wasser für die Landwirtschaft versorgt.
Die Bevölkerung besteht mehrheitlich aus Kurden; traditionell leben hier auch viele Aleviten. Die Region ist auch bekannt durch Auseinandersetzungen zwischen der PKK und dem türkischen Militär.

## Verwaltung
Der Kreis (bzw. Kaza als Vorgänger) existierte schon 1923 bei Gründung der Türkischen Republik. Damals lebten (laut der ersten Volkszählung 1927) 27.418 Menschen in 106 Dörfern sowie 1.146 im gleichnamigen Verwaltungssitz (Merkez).
(Bis) Ende 2012 bestand der Landkreis neben der Kreisstadt aus vier Stadtgemeinden (Belediye) Büyüknacar, Evri, Narlı und Yumaklıcerit sowie 76 Dörfern (Köy) in zwei Bucaks, die während der Verwaltungsreform ab 2013 in Mahalle (Stadtviertel/Ortsteile) überführt wurden. Die sieben existierenden Mahalle der Kreisstadt blieben unangetastet, während die Mahalle der vier anderen Belediye vereint und zu je einem Mahalle reduziert wurden. Durch Herabstufung dieser Belediye und der Dörfer zu Mahalle stieg deren Zahl auf 77 an. Ihnen steht ein Muhtar als oberster Beamter vor.
Ende 2020 lebten durchschnittlich 830 Menschen in jedem dieser (jetzt) 84 Mahalle, 4.144 Einw. im bevölkerungsreichsten (Ahmet Bozdağ Mah.), gefolgt vom Menderes Mah. (4.042) und Cengiz Topel Mah. (4.016 Einw.).

## Söhne und Töchter der Stadt
- Dilber Ay (1956–2019), türkische Arabeskensängerin, Schauspielerin und Fernsehmoderatorin kurdisch-yörükischer Abstammung
- Hasan Yükselir (* 1955),  türkischer Sänger und Komponist
- Soner Sarıkabadayı (* 1978),  türkischer Popmusiker, Musikproduzent und Songwriter
- KC Rebell (* 1988),  deutscher Rapper kurdischer Abstammung
- Ali Can (* 1993), deutsch-kurdischer Sozialaktivist